# Cladotanytarsus pseudomancus
Cladotanytarsus pseudomancus är en tvåvingeart som först beskrevs av Maurice Emile Marie Goetghebuer 1934.  Cladotanytarsus pseudomancus ingår i släktet Cladotanytarsus och familjen fjädermyggor. Inga underarter finns listade i Catalogue of Life.